# Prima Categoria Abruzzo 1962-1963
Il campionato di calcio di Prima Categoria 1962-1963 è stato il V livello del campionato italiano. A carattere regionale, fu il quarto campionato dilettantistico con questo nome dopo la riforma voluta da Zauli del 1958.
Questi sono i gironi organizzati della regione Abruzzo.

## Stagione
In questo campionato le squadre molisane sono aggregate al Comitato Regionale Campano.

A causa delle notevoli distanze chilometriche al Termoli fu concessa la partecipazione ai campionati gestiti dal Comitato Regionale Abruzzese.

### Girone A

#### Squadre partecipanti
| Squadra                | Città (provincia)             | Stagione precedente |
| ---------------------- | ----------------------------- | ------------------- |
| S.P. Atri              | Atri (TE)                     |                     |
| A.S. Città Sant'Angelo | Città Sant'Angelo (PE)        |                     |
| S.S. Francavilla       | Francavilla al Mare (CH)      |                     |
| A.S. Guardiagrele      | Guardiagrele (CH)             |                     |
| A.P. Montesilvano      | Montesilvano (PE)             |                     |
| A.S. Mosciano          | Mosciano Sant'Angelo (TE)     |                     |
| F.C. Nereto            | Nereto (TE)                   |                     |
| G.S. Nino Mezzanotte   | Pescara                       |                     |
| A.S. Penne             | Penne (PE)                    |                     |
| U.S. Pro Lanciano      | Lanciano (CH)                 |                     |
| S.P. Rosetana          | Roseto degli Abruzzi (TE)     |                     |
| A.S. Santegidiese      | Sant'Egidio alla Vibrata (TE) |                     |
| U.S. Termoli           | Termoli (CB)                  |                     |

#### Classifica finale
|  | Pos. | Squadra           | Pt  | G   | V   | N  | P   | GF  | GS  | DR  |
|  | ---- | ----------------- | --- | --- | --- | -- | --- | --- | --- | --- |
|  | 1.   | Nino Mezzanotte   | 39  | 24  | 18  | 3  | 3   | 57  | 16  | +41 |
|  | 2.   | Rosetana          | 34  | 24  | 13  | 8  | 3   | 49  | 21  | +28 |
|  | 3.   | Francavilla       | 33  | 24  | 14  | 5  | 5   | 51  | 24  | +27 |
|  | 4.   | Termoli           | 30  | 24  | 11  | 8  | 5   | 40  | 24  | +16 |
|  | 5.   | Atri              | 30  | 24  | 13  | 4  | 7   | 62  | 31  | +31 |
|  | 6.   | Santegidiese      | 26  | 24  | 10  | 6  | 8   | 34  | 36  | -2  |
|  | 7.   | Pro Lanciano      | 25  | 24  | 11  | 3  | 10  | 42  | 32  | +10 |
|  | 8.   | Mosciano          | 24  | 24  | 10  | 4  | 10  | 36  | 40  | -4  |
|  | 9.   | Guardiagrele      | 19  | 24  | 7   | 5  | 12  | 39  | 57  | -18 |
|  | 10.  | Città Sant'Angelo | 17  | 24  | 7   | 3  | 14  | 34  | 54  | -20 |
|  | 11.  | Nereto            | 15  | 24  | 4   | 7  | 13  | 19  | 52  | -33 |
|  | 12.  | Penne             | 12  | 24  | 3   | 6  | 15  | 34  | 64  | -30 |
|  | 13.  | Montesilvano (-1) | 7   | 24  | 3   | 2  | 19  | 18  | 64  | -46 |
|  |      |                   | 311 | 312 | 124 | 64 | 124 | 515 | 515 | 0   |

Legenda:
      Ammesso alle finali regionali.
      Retrocesso in Prima Divisione.
Regolamento:
Due punti a vittoria, uno a pareggio, zero a sconfitta.
Pari merito in caso di pari punti e spareggi in caso di pari punti in zona promozione e retrocessione.
Note:
Montesilvano ha scontato 1 punto di penalizzazione in classifica per una rinuncia.

### Girone B

#### Squadre partecipanti
| Squadra                  | Città (provincia)              | Stagione precedente |
| ------------------------ | ------------------------------ | ------------------- |
| A.S. Angizia             | Luco dei Marsi (AQ)            |                     |
| A.S. Aquilotti           | Avezzano (AQ)                  |                     |
| G.S. Bussi               | Bussi sul Tirino (PE)          |                     |
| A.S. Cliternum           | Celano (AQ)                    |                     |
| U.S. Chieti Scalo        | Chieti                         |                     |
| S.S. Fucense             | Trasacco (AQ)                  |                     |
| U.S. Nike Onarmo         | Chieti                         |                     |
| Pol. Oratoriana          | L'Aquila (AQ)                  |                     |
| A.C. Popoli              | Popoli (PE)                    |                     |
| S.S. Ripa Teatina        | Ripa Teatina (CH)              |                     |
| A.C. Scafa               | Scafa (PE)                     |                     |
| S.S. Torrese             | Torre de' Passeri (PE)         |                     |
| S.S. Virtus Piano d'Orta | Piano d'Orta di Bolognano (PE) |                     |

#### Classifica finale
|  | Pos. | Squadra | Pt | G  | V | N | P | GF | GS | DR |
|  | ---- | ------- | -- | -- | - | - | - | -- | -- | -- |
|  | 1.   | ???     | ?? | 24 |   |   |   |    |    |    |
|  | 2.   | ???     | ?? | 24 |   |   |   |    |    |    |
|  | 3.   | ???     | ?? | 24 |   |   |   |    |    |    |
|  | 4.   | ???     | ?? | 24 |   |   |   |    |    |    |
|  | 5.   | ???     | ?? | 24 |   |   |   |    |    |    |
|  | 6.   | ???     | ?? | 24 |   |   |   |    |    |    |
|  | 7.   | ???     | ?? | 24 |   |   |   |    |    |    |
|  | 8.   | ???     | ?? | 24 |   |   |   |    |    |    |
|  | 9.   | ???     | ?? | 24 |   |   |   |    |    |    |
|  | 10.  | ???     | ?? | 24 |   |   |   |    |    |    |
|  | 11.  | ???     | ?? | 24 |   |   |   |    |    |    |
|  | 12.  | ???     | ?? | 24 |   |   |   |    |    |    |
|  | 13.  | ???     | ?? | 24 |   |   |   |    |    |    |

Legenda:
      Ammesso alle finali regionali.
      Retrocesso in Prima Divisione.
Regolamento:
Due punti a vittoria, uno a pareggio, zero a sconfitta.
Pari merito in caso di pari punti.

### Finali regionali
|                    | Risultato |                    | Luogo e data      |
| ------------------ | --------- | ------------------ | ----------------- |
| ???                | ? - ?     | Mezzanotte Pescara | ??, ? ? 1963      |
|                    |           |                    |                   |
| Mezzanotte Pescara | ? - ?     | ???                | Pescara, ? ? 1963 |
|                    |           |                    |                   |

- Mezzanotte Pescara promosso in Serie D 1963-1964.

### Libri
- Annuario F.I.G.C. 1962-1963, Roma (1963) conservato presso:
  - tutti i Comitati Regionali F.I.G.C.-L.N.D.;
  - la Lega Nazionale Professionisti;
  - la Biblioteca Nazionale Centrale di Firenze;
  - la Biblioteca Nazionale Centrale di Roma;

### Giornali
- Archivio della Gazzetta dello Sport, anni 1962 e 1963, consultabile presso le Biblioteche:
  - Biblioteca Nazionale Braidense di Milano;
  - Biblioteca Nazionale Centrale di Firenze;
  - Biblioteca Nazionale Centrale di Roma;
  - Biblioteca Civica Berio di Genova;
  - e presso Emeroteca del C.O.N.I. di Roma (non è online ma è da consultare in sede).